# Hurley (Berkshire)
Hurley – wieś w Anglii, w hrabstwie ceremonialnym Berkshire, w dystrykcie (unitary authority) Windsor and Maidenhead. Leży 16 km na północny wschód od centrum miasta Reading i 48 km na zachód od centrum Londynu.